# 고성군 (1948년 경남 선거구)
고성군은 대한민국의 옛 국회의원 선거구이다. 당시 경상남도 고성군 지역을 관할했다.

## 역사
제헌 국회의원 선거를 앞두고 고성군 전 지역을 관할하는 선거구로 신설되었다.
제6대 국회의원 선거를 앞두고 충무시 선거구, 통영군 선거구와 통합되면서 충무시·통영군·고성군 선거구를 이루게 됨에 따라 폐지되었다.

## 역대 국회의원
| 선거   | 정당 | 정당   | 의원   |
| ------ | ---- | ------ | ------ |
| 1948년 |      | 무소속 | 이구수 |
| 1950년 |      | 무소속 | 김정실 |
| 1954년 |      | 무소속 | 최갑환 |
| 1958년 |      | 무소속 | 최석림 |
| 1960년 |      | 자유당 | 최석림 |
| 1961년 |      | 무소속 | 김기용 |

## 역대 선거 결과

### 대한민국 제헌 국회의원 선거
|  | 23.78% |

|  | 18.30% |

|  | 16.12% |

|  | 12.82% |

|  | 12.15% |

|  | 7.61% |

|  | 5.05% |

|  | 4.12% |

### 대한민국 제2대 국회의원 선거
|  | 29.12% |

|  | 22.64% |

|  | 17.85% |

|  | 11.80% |

|  | 8.83% |

|  | 3.76% |

|  | 3.56% |

|  | 2.39% |

### 대한민국 제3대 국회의원 선거
|  | 35.87% |

|  | 30.98% |

|  | 17.58% |

|  | 7.16% |

|  | 5.12% |

|  | 3.26% |

### 대한민국 제4대 국회의원 선거
|  | 35.33% |

|  | 34.92% |

|  | 15.05% |

|  | 14.67% |

### 대한민국 제5대 국회의원 선거
|  | 16.82% |

|  | 16.25% |

|  | 15.99% |

|  | 14.93% |

|  | 11.79% |

|  | 10.86% |

|  | 8.30% |

|  | 5.03% |

### 1961년 대한민국 재보궐선거
최석림 의원의 의원직 상실로 인해 치러진 1961년 대한민국 재보궐선거에서 무소속 김기용 후보가 당선되었다.